# Ann Richards

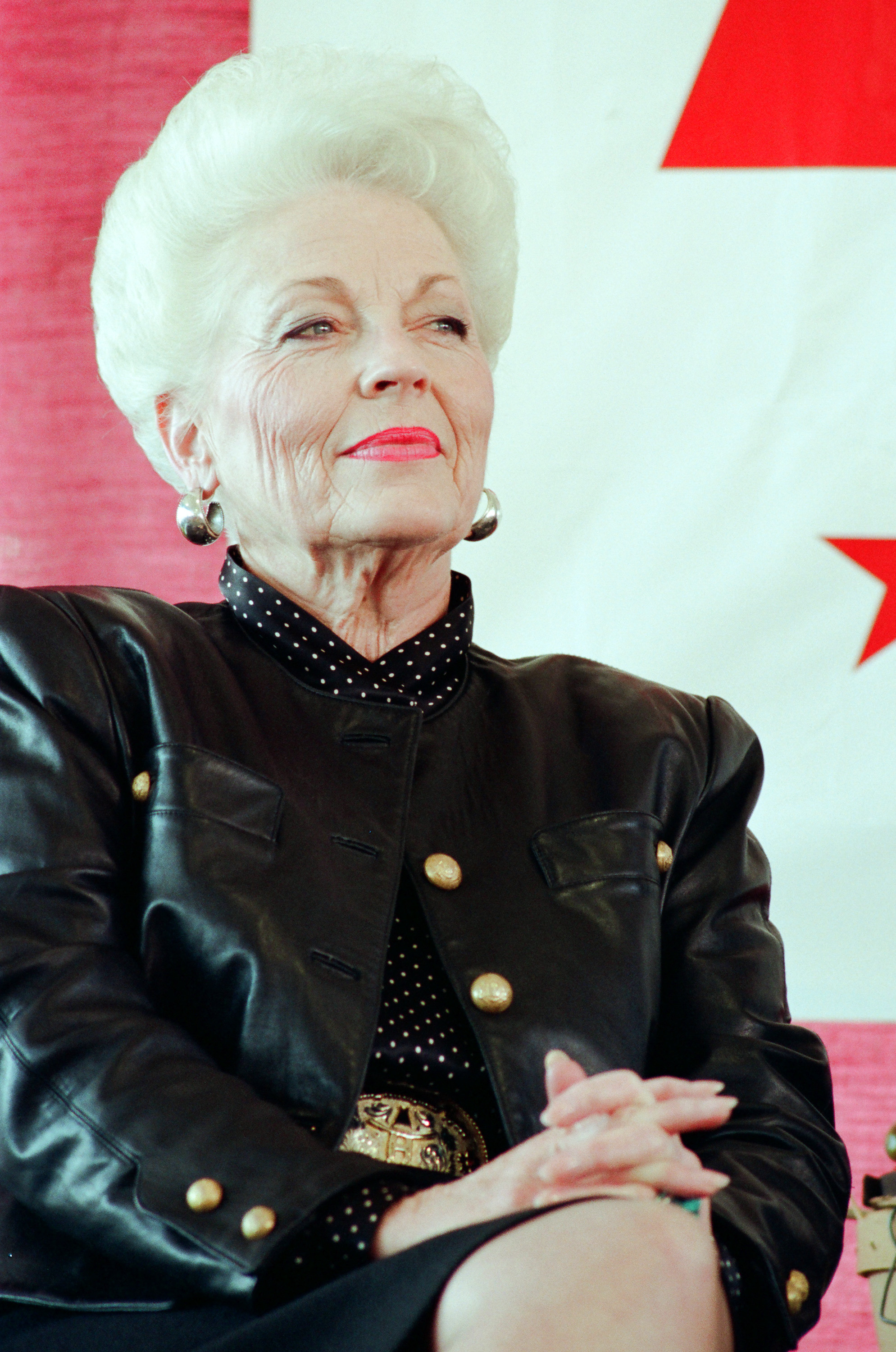
Ann Richards (1992)

Dorothy Ann Richards (* 1. September 1933 in Lakeview, Texas; † 13. September 2006 in Austin, Texas) war eine US-amerikanische Politikerin der Demokratischen Partei in Texas. Von 1991 bis 1995 war Richards Gouverneurin von Texas.

## Kurzbiografie
Richards wuchs in Waco, Texas auf und besuchte bis 1950 die Waco High School. Anschließend belegte sie ein Bachelorstudium für das Lehramt in Sozialwissenschaften und Geschichte an der Baylor Universität. Sie heiratete ihre Schulliebe David Richards und zog nach Austin, Texas, wo sie die Lehrerlaubnis an der University of Texas erhielt. David und Ann Richards haben vier Kinder: Cecile, Daniel, Clark und Ellen. Von 1955 bis 1956 unterrichtete sie unter anderem Geschichte an der Fulmore Junior High School in Austin. Im Jahre 1989 schrieb sie ihre Autobiographie Straight from the Heart.
1976 wurde sie zum County commissioner von Travis County gewählt, 1980 wurde sie in dieser Funktion wiedergewählt. Von 1983 bis 1991 fungierte Richards als State Treasurer von Texas. Von 1991 bis 1995 war sie Gouverneurin von Texas und wurde beim Rennen um die Wiederwahl von dem späteren US-Präsidenten George W. Bush abgelöst. Richards war die zweite Frau in Texas auf diesem Posten (Miriam A. Ferguson war von 1925 bis 1927 und 1933 bis 1935 die erste Frau in diesem Amt).
Richards war eine überzeugte Feministin und setzte sich während ihrer gesamten Laufbahn dafür ein, Barrieren für Frauen zu beseitigen, damit diese uneingeschränkt am Berufsleben und an der Gesellschaft teilhaben können. Sie ernannte mehr Frauen sowie Menschen afroamerikanischer und hispanoamerikanischer Herkunft in staatliche Ämter als die beiden vorherigen Gouverneure zusammen.
Für ihre Arbeit erhielt sie folgende Auszeichnungen:
- 1981 Woman of the Year, verliehen von Texas Women’s Political Caucus
- 1984 Governor’s Award for exceptional contributions to the selection, development, and promotion of women in state government
- 1992 National Governors Association Chairman’s Award[2]
- 1993 Award of Merit for “Outstanding Elected Democratic Women Holding Public Office”, verliehen von der National Federation of Democratic Women[4]

Im März 2006 wurde bekannt, dass sie an Speiseröhrenkrebs erkrankt sei, dem sie im September 2006 im Alter von 73 Jahren erlag.
Hinrichtungen pro Jahr während ihrer Amtszeit:
| Jahr   | 1991 | 1992 | 1993 | 1994 |
| Anzahl | 5    | 12   | 17   | 14   |

## Grundsatzrede am Nationalkongress der Demokraten 1988
Richards erlangte nationale Bekanntheit durch ihre Grundsatzrede (keynote adress) auf dem Demokratischen Nationalkongress 1988. Seit dem ersten Nationalkongress der Demokraten im Jahr 1832 standen erst drei Frauen als Hauptrednerinnen auf der Bühne, neben Ann Richards Barbara Jordan (im Jahr 1976 sowie 1992) und Elizabeth Warren (2016).
Die Grundsatzrede von Ann Richards auf dem Parteitag gilt als historischer Moment in der amerikanischen Politikgeschichte. Richards, zu diesem Zeitpunkt State Treasurer von Texas, hielt eine leidenschaftliche und humorvolle Rede, die das Publikum in ihren Bann zog und ihren Status als aufsteigender Stern in der Demokratischen Partei festigte. In ihrer Rede nahm Richards die Reagan-Regierung und die Politik der Republikanischen Partei aufs Korn und kritisierte sie dafür, dass sie die Bedürfnisse der einfachen Amerikaner vernachlässigte und sie zurückließ. Sie sprach über die Bedeutung staatlichen Handelns bei der Bewältigung von Problemen wie Armut, Obdachlosigkeit und Gesundheitsfürsorge und forderte ein erneutes Bekenntnis zu fortschrittlichen Werten und Maßnahmen. Die Rede von Richards war von großer Bedeutung: Sie trug dazu bei, die demokratische Basis zu mobilisieren und den Ton für den Parteitag vorzugeben. Die durch diese Rede erlangte Bekanntheit und Beliebtheit gelten als entscheidend dafür, dass sie wenige Jahre danach für das Amt der Gouverneurin kandidieren konnte.
American Rhetoric zählt ihre Grundsatzrede zu den besten 100 Reden des 20. Jahrhunderts (Auswahlkriterien für diese Liste sind sowohl der soziale und politische Einfluss als auch die rhetorische Kunstfertigkeit der Reden).

## In den Medien
- In Oliver Stones biographischem Spielfilm W. über das Leben George W. Bush’ taucht auch Richards auf.
- Im Dokumentarfilm über die Hinrichtung des höchstwahrscheinlich unschuldigen Johnny Garrett in Texas, The Last Word (2008), wird auch die Rolle der damaligen Gouverneurin Richards erwähnt. Dabei werden Richards, die als Gouverneurin die Exekution hätte stoppen können, schwere Vorwürfe gemacht.